# Бандикота бенгальська
Бандикота бенгальська (Bandicota bengalensis) — вид гризунів з родини мишевих, що мешкає в Південній і частково в Південно-Східній Азії.

## Опис

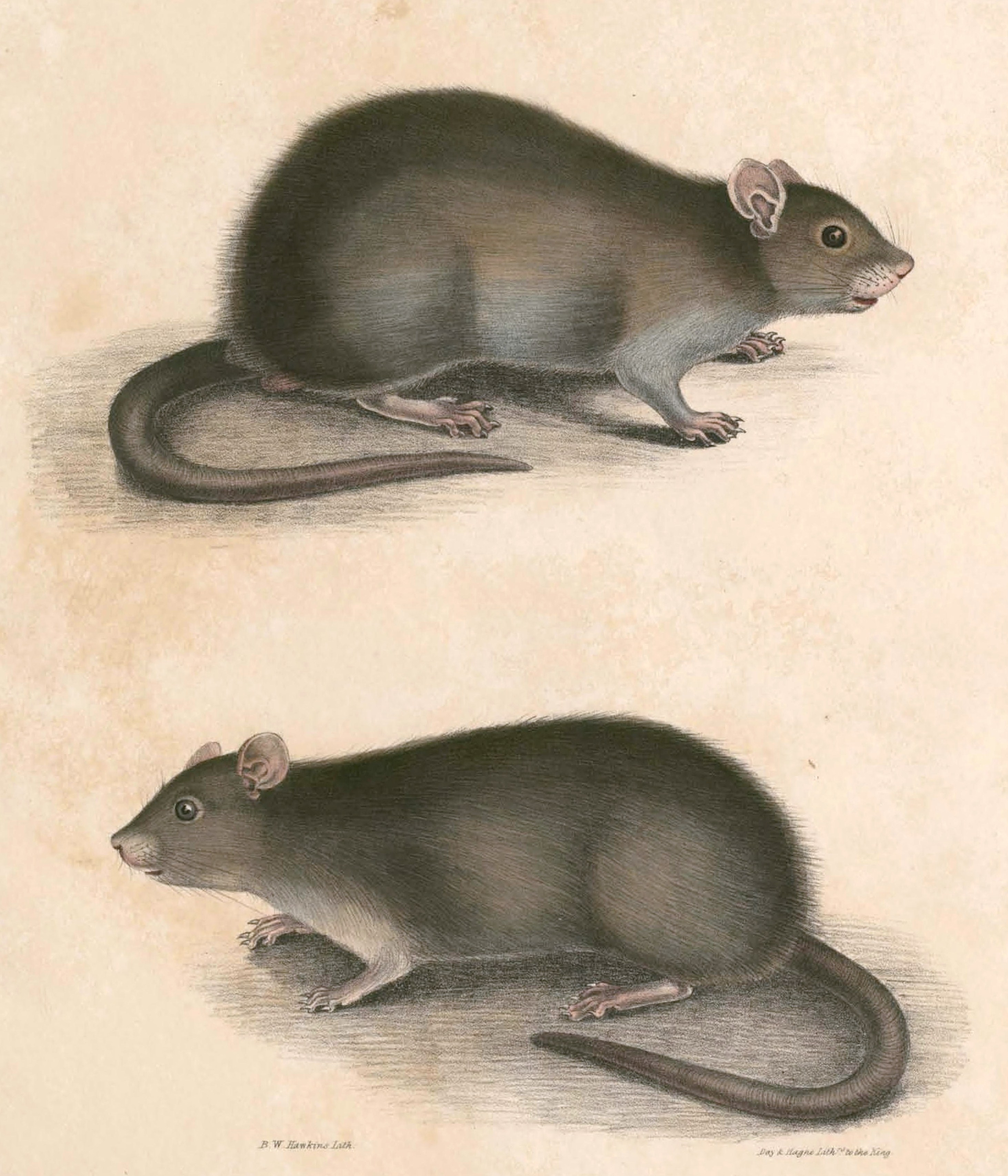

Бандикота бенгальська найменша серед бандикот. Довжина тіла без врахування хвоста сягає від 16 до 21 см, довжина хвоста сягає від 11 до 16 см. Середня вага гризуна становить 200 г. Шерсть на верхній частині тіла темно-сіро-коричнева, боки сірі, на животі шерсть світло-сірого кольору. Верхні різці жовтого або оранжевого кольору, виступають вперед.
Цей вид бандикот вирізняється більш активною і агресивною поведінкою. В збудженому стані бандикота піднімає дибом шерсть на спині і гарчить.

## Екологія
Бенгальська бандикота не веде суто нічний спосіб життя і активна вподовж майже цілої доби, однак саме вночі вона робить запаси. Вона риє глибокі нори з окремими камерами для житла і запасів. В одній норі дослідники знайшли 7 кг зерна. Дослідження, проведені на полях Пакистанського Пенджабу показали, що на 1 км² полів припадає від 400 до 1000 бандикотових нір.
Бенгальська бандикота всеїдна, однак, в більшій мірі, ніж представники споріднених видів віддає перевагу зерну. Вона може віддавати перевагу конкретному виду зернових.
Розмножується впродовж всього року. Статева зрілість наступає у двомісячному віці для самців і тримісячному віці у самиць. Вагітність триває приблизно 21 день.

## Поширення і збереження
Бенгальська бандикота мешкає в Пакистані, Індії, Шрі-Ланці, Непалі, Бангладеш, М'янмі і Малайзії. Була інтродукована в Індонезію (на острови Яву і Суматру), в Таїланд (на острів Пхукет) і в Саудівську Аравію (в район Джидди). У природі зустрічається на висоті до 3500 м над рівнем моря; населяє водно-болотні угіддя, тропічні, субтропічні і мангрові ліси. Є синантропним видом, мешкає на полях, а також в містах (так, в Калькутті 1960-тих на бандикот припадало 98 % від загальної популяції гризунів). Його ектопаразитом є кліщ Neotrombicula fujigmo.
Це численний вид і МСОП вважає його таким, що не потребує охорони. Є шкідником посівів, в деяких регіонах є лідером серед гризунів-шкідників.